# Asperula cymulosa
Asperula cymulosa là một loài thực vật có hoa trong họ Thiến thảo. Loài này được (Post) Post mô tả khoa học đầu tiên năm 1893.